# Machimus rudis
Machimus rudis là một loài ruồi trong họ Asilidae. Machimus rudis được Becker miêu tả năm 1923. Loài này phân bố ở vùng Cổ Bắc giới và châu Á.